# Gond-Pontouvre
Gond-Pontouvre je naselje in občina v zahodnem francoskem departmaju Charente regije Poitou-Charentes. Leta 2006 je naselje imelo 5.821 prebivalcev.

## Geografija
Kraj se nahaja v pokrajini Angoumois ob reki Charente in njenem levem pritoku Touvre, severno od samega središča departmaja Angoulêma.
Na ozemlju občine se nahaja železniški viadukt Foulpogne, zgrajen sredi 19. stoletja, ki v dolžini 60 metrov premošča reko Touvre in povezuje mesti Pariz in Bordeaux.

## Uprava
Gond-Pontouvre je sedež istoimenskega kantona, v katerega so poleg njegove vključene še občine Balzac, Champniers in Saint-Yrieix-sur-Charente z 18.185 prebivalci.
Kanton Gond-Pontouvre je sestavni del okrožja Angoulême.

## Zgodovina
Prvotna občina Lhoumeau je bila ustanovljena leta 1793, leta 1801 preimenovana v Le Houmeau-Pontouvre (most na reki Touvre). Sedanje ime je dobila leta 1973. 

## Zanimivosti
- cerkev Matere Božje, Kraljice miru;.

## Pobratena mesta
- Boticas (Portugalska);